# Pantelis Tsionanis
Pantelis „Panto“ Tsionanis (griechisch Παντελής Τσιωνάνης Pandelís Tsionánis, * 6. Dezember 1962) ist ein ehemaliger griechischer Fußballspieler.

## Familie
Zusammen mit seiner Mutter und seinen Geschwistern (darunter sein Bruder Dimitrios, der ebenfalls Fußballspieler war) kam Pantelis Tsionanis 1970 nach Deutschland. Sein Vater arbeitete zu diesem Zeitpunkt bereits ein Jahr als Gastarbeiter in Deutschland.

## Karriere
1971 ging Tsionanis zum SV Waldhof Mannheim. Zur Saison 1981/82 rückte er aus der A-Jugend, mit der er 1980 deutscher A-Jugendmeister wurde, in die Profimannschaft (2. Bundesliga). Am 15. November 1981 gab er als 18-Jähriger sein Zweitligadebüt, als ihn Trainer Klaus Schlappner in der Partie gegen Hertha BSC (4:2) in der 89. Minute einwechselte. Nach dem Aufstieg des SVW 1983 kam er zu einer Bundesligapartie. Insgesamt spielte er 17-mal für die 1. Mannschaft des SV Waldhof. Er kam dabei jedes Mal als Einwechselspieler in die Partie.
1984 wechselte er in die Amateur-Oberliga Baden-Württemberg zum FV 09 Weinheim. Danach spielte er, ebenfalls in der Oberliga Baden-Württemberg, für die Vereine VfR Mannheim (1989 bis 1993) und SV Sandhausen (ab 1993). Nach dem Aufstieg des SVS in die Regionalliga 1995 war er nicht mehr im Sandhausener Kader.

### Statistik
| Liga          | Spiele (Tore) |
| ------------- | ------------- |
| Bundesliga    | 01 (0)        |
| 2. Bundesliga | 16 (0)        |